# David Bezmozgis
David Bezmozgis   (Riga, 2 de juny de 1973) és un escriptor i cineasta canadenc d'origen letó. Gran part de la seva obra tracta sobre l'experiència dels refugiats jueus de l'antiga URSS, amb un fort component autobiogràfic. El 2020 es va estrenar el film Minyan, del director Eric Steel, basat en un relat curt de Bezmozgis. La seva novel·la Nataixa i altres històries (2004) ha estat traduïda al català per Ferran Ràfols i publicada per La Breu Edicions.